# ریورگرو (اورگن)
ریورگرو (به انگلیسی: Rivergrove) شهری در شهرستان ماریون ایالت اورگن است و در سرشماری سال ۲۰۱۱ میلادی، ۳۵۷ نفر جمعیت داشته که نسبت به سال ۲۰۱۰، ۲۹٫۷۶ درصد رشد جمعیت داشته‌است.